# Arabisch Legioen
Het Arabisch Legioen (Arabisch: الجيش العربي al-Jaysh al-Arabī) was het leger van Transjordanië en later Jordanië in de eerste helft van de 20e eeuw. Het Arabisch Legioen was de basis voor het huidige leger van Jordanië.

## Ontstaan
In 1921 werd op initiatief Abdoellah I van Jordanië door de Britse luitenant-kolonel Frederick Gerard Peake een politiemacht van zo'n 1000 man opgericht onder de naam "Transjordan Frontier Force". In 1923 werd de naam gewijzigd in "Arabisch Legioen". Het legioen werd ingezet om de rust tussen de diverse stammen in Transjordanië te bewaren en om de strategisch belangrijke weg van Jeruzalem naar Amman te bewaken.
In 1939 werd John Bagot Glubb (beter bekend als Glubb Pasha) commandant van het Arabisch Legioen en bouwde het om tot een goed getraind Arabisch leger.

## Tweede Wereldoorlog
Gedurende de Tweede Wereldoorlog zetten de Britten het Arabisch Legioen in tegen het pro-Duitse bewind in Irak in 1941 en tegen Vichy-troepen in Syrië en Libanon, eveneens in 1941. Hierdoor was het Midden-Oosten veiliggesteld voor de Geallieerden.

## Palestina
Van de Arabische troepen die tijdens de Arabisch-Israëlische Oorlog van 1948 opereerden was het Arabisch Legioen het meest succesvol. Het wist voor Transjordanië namelijk zijn doel, het veiligstellen van de Westelijke Jordaanoever (in het Verdelingsplan bedoeld voor een Palestijns-Arabische staat) en Jeruzalem (bedoeld als internationale zone) te halen. Van januari 1948 tot het einde van het Britse mandaat over Palestina op 15 mei 1948 greep het niet in toen zionistische milities reeds een kwart miljoen Palestijnen hadden doen vluchten, maar direct na de onafhankelijkheidsverklaring van Israël trok het Arabisch Legioen, nog altijd onder leiding van Britse officieren, het Mandaatgebied Palestina binnen. Bij Latrun blokkeerde het legioen de toegangsweg tot Jeruzalem. Het was in mei 1948 betrokken bij de gevechten om de Joodse nederzetting Kfar Etzion die leidden tot een bloedbad onder de bewoners. Op 28 mei 1948 werden de bewoners van de Joodse wijk van de Oude Stad Jeruzalem verdreven en de synagogen verwoest. Gedurende deze oorlog bezette Transjordanië de Westelijke Jordaanoever, waarover emir Abdoellah I van Jordanië en de Joodse leiding in het geheim een overeenkomst hadden gesloten. Op 3 april 1949 werd een wapenstilstand gesloten, met als grens de Groene Lijn. De Westelijke Jordaanoever en Oost-Jeruzalem werden in 1950 door Transjordanië geannexeerd. Transjordanië werd toen Jordanië.

## Jordanië
In maart 1956 werd John Glubb door koning Hoessein ontslagen. Ook de andere Britse officieren werden uitgewezen en vervangen door Jordaanse officieren. In 1969 werd de naam van het legioen veranderd in Jordanian Armed Forces.